# جوهان بيرجدال
جوهان بيرجدال (مواليد 29 سبتمبر 1962) هو مبارز بالسيف سويدي، مثّل بلاده في الألعاب الأولمبية الصيفية 1988.

## روابط رياضية
جوهان بيرجدال على موقع أوليمبيديا (الإنجليزية)
- جوهان بيرجدال على موقع اللجنة الأولمبية السويدية (السويدية)